# Новологиновское сельское поселение (Колосовский район)
Новологиновское се́льское поселе́ние — муниципальное образование в Колосовском районе Омской области Российской Федерации.
Административный центр — село Новологиново.

## История
Статус и границы сельского поселения установлены Законом Омской области от 30 июля 2004 года № 548-ОЗ «О границах и статусе муниципальных образований Омской области».

## Население
| 2010 | 2011 | 2012 | 2013 | 2014 | 2015 | 2016 |
| ---- | ---- | ---- | ---- | ---- | ---- | ---- |
| 526  | ↘524 | ↘514 | ↘501 | ↘493 | ↘482 | ↘455 |
| 2017 | 2018 | 2019 | 2020 | 2021 | 2023 |      |
| ↘439 | ↘416 | ↘400 | ↘386 | ↘312 | ↘304 |      |

## Состав сельского поселения
| № | Населённый пункт | Тип населённого пункта       | Население |
| - | ---------------- | ---------------------------- | --------- |
| 1 | Вороновка        | деревня                      | ↘56       |
| 2 | Новологиново     | село, административный центр | ↘470      |